# Obergabelhorn – Zinalrothorn

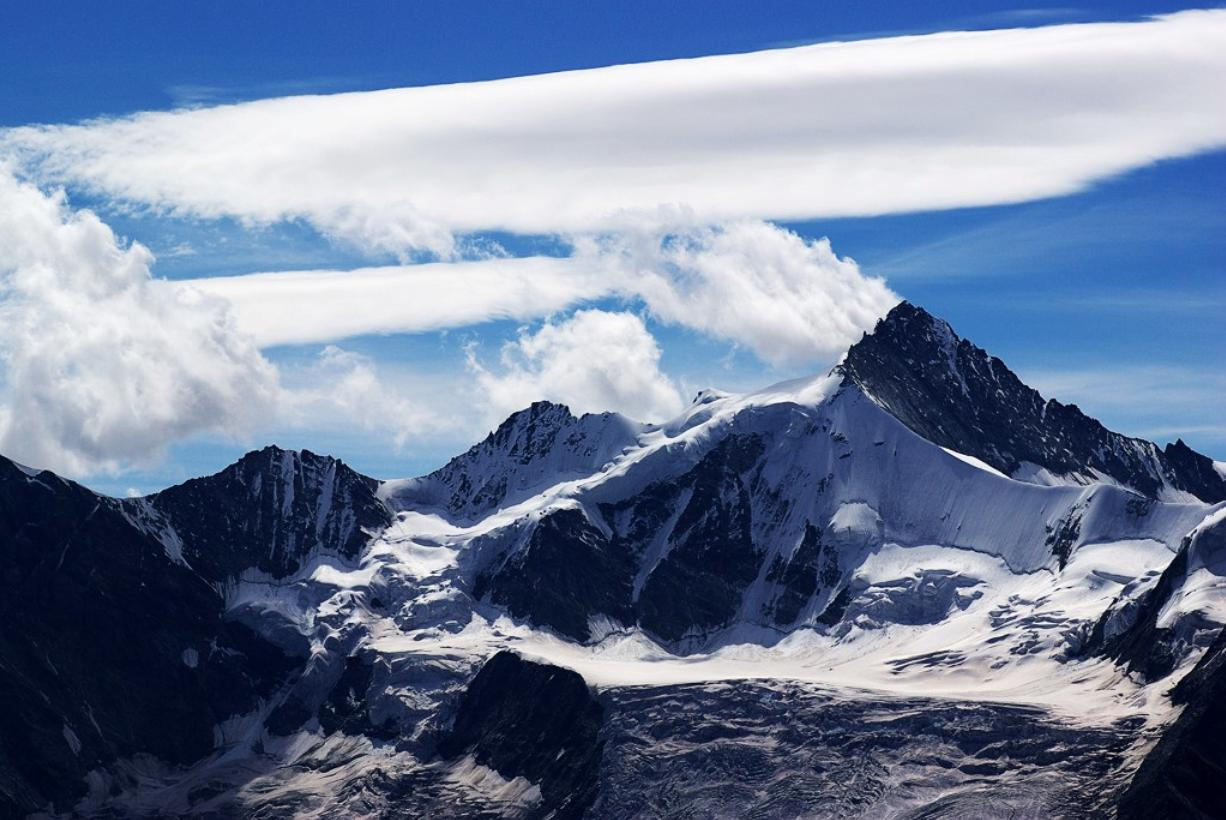
Zinalrothorn od strony doliny Zinal

Obergabelhorn - Zinalrothorn – masyw w Alpach Pennińskich. Leży w Szwajcarii w kantonie Valais, na północ od głównego grzbietu Alp Pennińskich. Od leżącego na zachodzie i południu masywu Dent Blanche - Cornier oddziela go przełęcz Col Durand (3474 m). Masyw Obergabelhorn - Zinalrothorn znajduje się między dolinami Val de Zinal i Mattertal.
Licząc od południa (od przełęczy Col Durand) są tu m.in. szczyty: Mont Durand (3744 m), Obergabelhorn (4063 m), Wellenkuppe (3903 m), Trifthorn (3737m), Pointe du Mountet (3877 m), Zinalrothorn (4221 m) i Schalihorn (3974 m). Za tym ostatnim szczytem znajduje się przełęcz Schalijoch (3750 m), która oddziela masyw Obergabelhorn - Zinalrothorn od masywu Weisshorn.
Od szczytu Obergabelhorn odchodzi w stronę doliny Mattertal grań ze szczytem Unter Gabelhorn (3398 m), a od szczytu Zinalrothorn, również  w stronę doliny Mattertal, grań ze szczytami Platthorn (3345 m) i Mettelhorn (3410 m). Z tego samego szczytu, w stronę doliny Val de Zinal, odchodzi grań ze szczytem Besso (3667 m).
Od strony zachodniej masywu znajdują się lodowce: Glacier Durand, Glacier de Zinal, Glacier du Mountet i Glacier de Moming, a od strony wschodniej: Arbengletscher, Glabenhorngletscher, Triftgletscher i Hohlichtgletscher.